# Vladimer Goetsaevi
Vladimer Goetsaevi (Georgisch: ვლადიმერ გუცაევი, Russisch: Владимир Гаврилович Гуцаев) (Tbilisi, 21 december 1952) is een voormalig Georgisch voetballer, trainer en politicus. Als speler kwam hij uit voor de Sovjet-Unie en was hij bekend onder zijn Russische naam Vladimer Goetsaevi.

## Biografie
Goetsaevi speelde zijn hele carrière voor Dinamo Tbilisi. In 1978 werd hij landskampioen met de club en in 1976 en 1979 won hij met Dinamo de beker en in 1981 de Europacup II. In die finale scoorde hij in de 67ste minuut de gelijkmaker tegen FC Carl Zeiss Jena, twintig minuten later scoorde Vitali Daraselia de winnende treffer.
Hij speelde ook 11 wedstrijden voor het nationale elftal, maar had daar wel tien jaar voor nodig.
Na zijn spelerscarrière werd hij trainer. Van 2004 tot 2008 zetelde hij in het parlement van Georgië voor de Verenigde Nationale Beweging. In 2010 werd hij opnieuw trainer.